# Национальная ассамблея Союза Комор
Национальная ассамблея Союза Комор (фр. Assemblée nationale de l'Union des Comores) — законодательный орган Коморских островов.

## Состав
Ассамблея состоит 33 депутатов, избираемых на 5 лет, из которых: 18 членов избираются всеобщим прямым голосованием в два тура, 15 — назначаются Ассамблеями автономных островов (по 5 представителей от каждой ассамблеи).